# Samantha Harvey
Samantha Harvey (1975) is een Britse romanschrijver. In 2024 won ze de Booker Prize voor haar roman Orbital. Belangrijk thema's in haar romans zijn herinnering, verlies en de menselijke ervaring.    

## Leven en werk
Harvey groeide op in het Engelse Ditton. Ze studeerde filosofie aan de Universiteit van York en de Universiteit van Sheffield. Verder behaalde ze in 2005 een master 'Creatief schrijven' aan de Universiteit van Bath waarin ze later ook promoveerde.
Harvey's literaire carrière begon met de roman The Wilderness, die in 2009 werd gepubliceerd. Dit werk ontving positieve recensies. De roman vertelt het verhaal van een architect met beginnende alzheimer. Voor deze roman werd Samantha Harvey genomineerd voor de Orange prize for fiction en voor de Booker Prize van 2009.
In 2012 volgde haar tweede roman, All Is Song. Dit boek behandelt thema's als liefde, verantwoordelijkheid en de complexe dynamieken van menselijke relaties. Ook dit boek werd binnen de literaire wereld positief ontvangen.
Dear Thief - gepubliceerd in 2013 - is een ander werk dat - in briefvorm - de vriendschap tussen twee vrouwen onderzoekt. Het boek verkent thema's als geheimen, verlies en de impact van keuzes op hun leven.
In 2018 publiceerde Harvey The Shapeless Unease, een non-fictiewerk (memoires) dat haar persoonlijke ervaringen met angst en slapeloosheid beschrijft. Het belangrijkste thema in het boek is de moderne geestelijke gezondheidsproblemen en de druk van het dagelijks leven.
Haar roman The Western Wind kwam uit in 2020. Het is geschreven vanuit het perspectief van een priester in de 15e eeuw.
In de roman Orbital - waar ze in 2024 de Booker Prize voor won - beschrijft Harvey het leven van zes astronauten gedurende een dag (zestien omwentelingen rondom de aarde) in het internationale ruimtestation ISS. Samantha Harvey vertelde in interviews dat ze het idee voor de roman kreeg toen ze tijdens de COVID-pandemie heel lang naar de livestream van het ruimtestation ISS keek.
Naast haar literaire werken schreef Harvey ook verschillende essays over literatuur voor publicaties als The Guardian en The Independent. 

#### Vertaalde werken
| Jaar (origineel) | Titel (origineel) | Titel vertaling (Nederlands) | Jaar (vertaling) | Uitgever (vertaling) | ISBN (vertaling) | Vertaler      |
| ---------------- | ----------------- | ---------------------------- | ---------------- | -------------------- | ---------------- | ------------- |
| 2009             | The Wilderness    | De woestenij                 | 2009             | Anthos               | 9789041413642    | Noor Koch     |
| 2023             | Orbital           | In orbit                     | 2024             | De bezige bij        | 9789403135625    | Kitty Pouwels |

## Nominaties en prijzen
| Jaar | Titel            | Award                               | Categorie         | Result      | Ref           |
| ---- | ---------------- | ----------------------------------- | ----------------- | ----------- | ------------- |
| 2009 | The Wilderness   | Guardian First Book Award           | —                 | shortlisted | [ 16 ]        |
| 2009 | The Wilderness   | Man Booker Prize                    | —                 | Longlisted  | [ 6 ] [ 11 ]  |
| 2009 | The Wilderness   | Orange Prize for Fiction            | —                 | shortlisted | [ 9 ] [ 10 ]  |
| 2015 | Dear Thief       | Baileys Women's Prize for Fiction   | —                 | Longlisted  | [ 17 ] [ 18 ] |
| 2015 | Dear Thief       | James Tait Black Memorial Prize     | Fiction           | shortlisted | [ 19 ]        |
| 2020 | The Western Wind | International Dublin Literary Award | —                 | Longlisted  | [ 20 ]        |
| 2024 | Orbital          | Booker Prize                        | —                 | Gewonnen    | [ 3 ]         |
| 2024 | Orbital          | Hawthornden Prize                   | —                 | Gewonnen    | [ 21 ] [ 22 ] |
| 2024 | Orbital          | The InWords Literary Award          | —                 | Gewonnen    | [ 23 ]        |
| 2024 | Orbital          | Orwell Prize                        | Political Fiction | shortlisted | [ 24 ]        |
| 2024 | Orbital          | Ursula K. Le Guin Prize             | —                 | shortlisted | [ 25 ]        |